# Montauban-de-Bretagne
Montauban-de-Bretagne (bret. Menezalban) – miejscowość i gmina we Francji, w regionie Bretania, w departamencie Ille-et-Vilaine. W 2013 roku populacja ówczesnej gminy wynosiła 5238 mieszkańców. 
Dnia 1 stycznia 2019 roku połączono dwie wcześniejsze gminy: Saint-M'Hervon oraz Montauban-de-Bretagne. Siedzibą gminy została miejscowość Montauban-de-Bretagne, a nowa gmina przyjęła jej nazwę. 